# Wysiedlenie Polaków z Kresów Wschodnich w latach 1944–1946

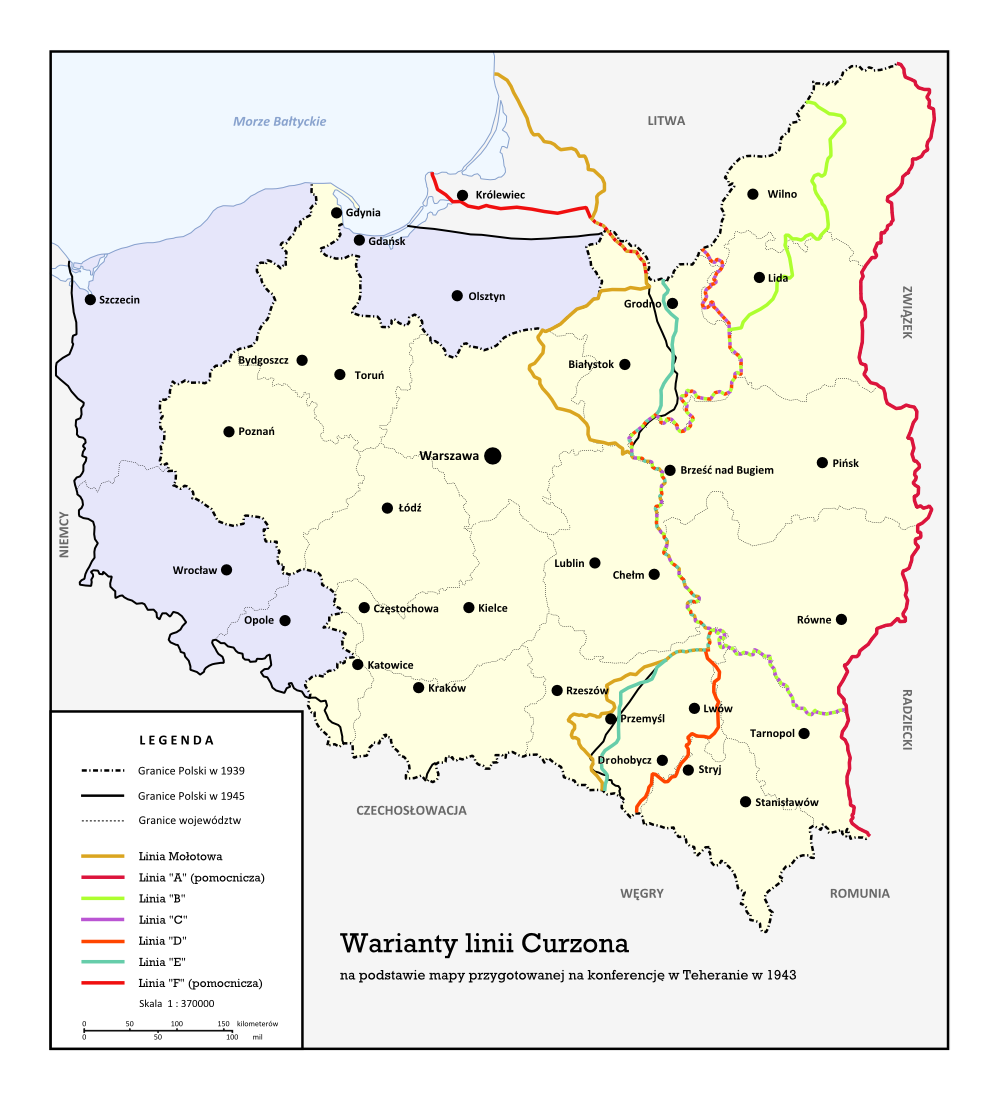
Warianty nawiązujące do linii Curzona (1943)

Wysiedlenie Polaków z Kresów Wschodnich w latach 1944–1946 – fala przymusowych przesiedleń ludności polskiej ze wschodnich terenów II Rzeczypospolitej w nowe granice Rzeczypospolitej Polskiej („Polski Ludowej”) przeprowadzona w wyniku zawarcia układów republikańskich (1944) pomiędzy PKWN a trzema republikami ZSRR (białoruską, ukraińską i litewską).
Układy republikańskie były następstwem „Porozumienia między PKWN a rządem ZSRR o polsko-radzieckiej granicy” podpisanego 27 lipca 1944 w Moskwie przez Edwarda Osóbkę-Morawskiego i Wiaczesława Mołotowa. Przymusowe przesiedlenia objęły tereny II Rzeczypospolitej odebrane Polsce na rzecz ZSRR w wyniku „Porozumienia między PKWN a rządem ZSRR o polsko-radzieckiej granicy”, którego postanowienia zostały potwierdzone na konferencji jałtańskiej (1945), ustalającej m.in. przebieg granicy polsko-radzieckiej.
Przez propagandę ówczesnych komunistycznych władz Polski, proceder ten był nazywany fałszywie repatriacją, jednak de facto był ekspatriacją z obszarów zamieszkiwanych przez tę ludność od wielu pokoleń.

## Tło

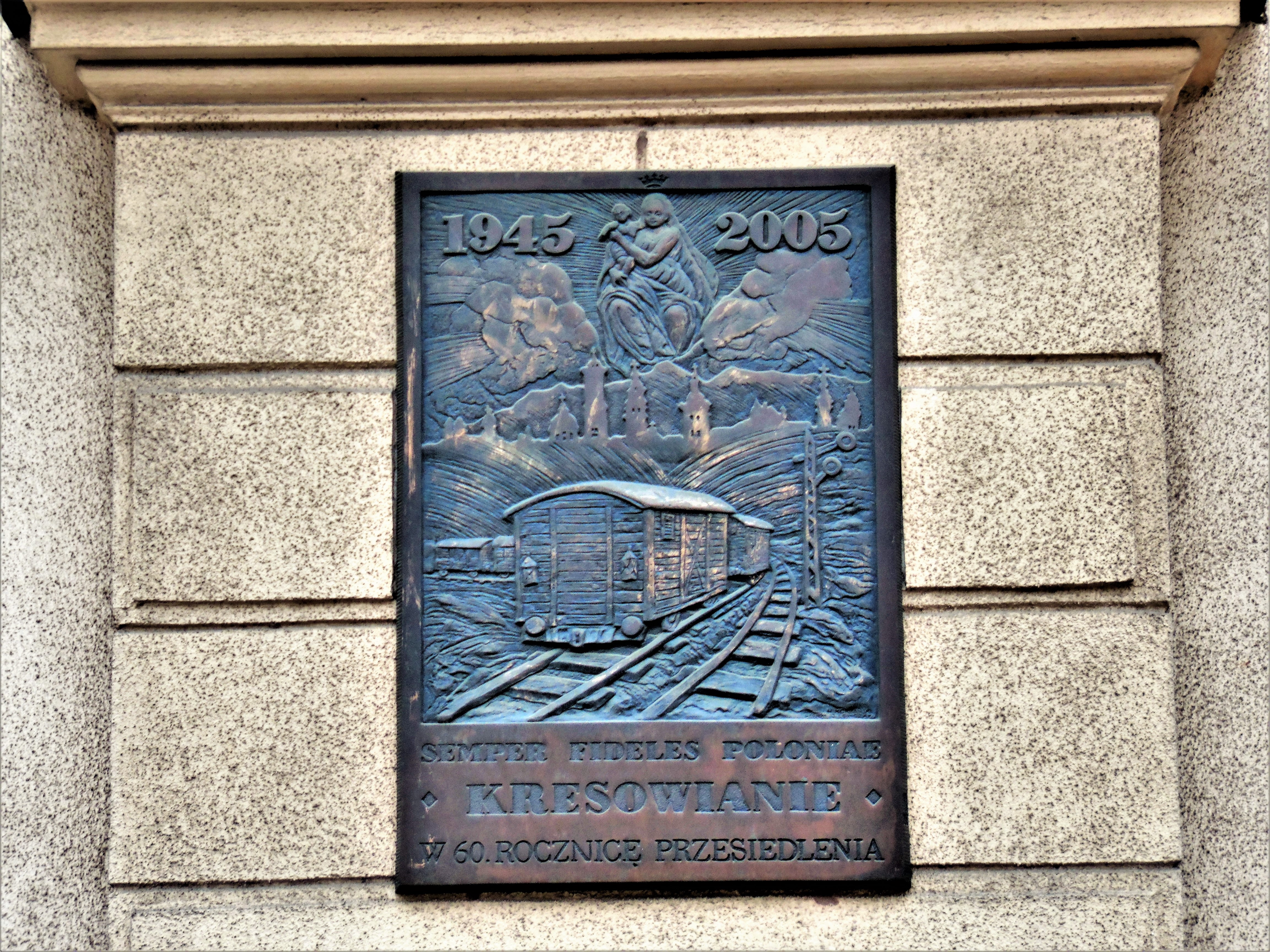
Tablica upamiętniająca 60. rocznicę wysiedleń Polaków z Kresów Wschodnich

Pierwsza fala masowych przesiedleń Polaków z Kresów miała miejsce w latach 1935–1938 podczas likwidacji polskich regionów autonomicznych: Marchlewszczyzny i Dzierżowszczyzny, oraz w okresie operacji polskiej NKWD, druga w latach 1940–1941 podczas czterech wielkich akcji deportacyjnych Polaków z Kresów (sowieckie deportacje 1939–1941).
Pomiędzy styczniem i październikiem 1944 r. Armia Czerwona zajęła wschodnią część II Rzeczypospolitej. Formalną podstawę do przesiedleń ludności polskiej stworzył dekret Prezydium Rady Najwyższej ZSRR z 22 czerwca 1944 r. na mocy którego uzyskali prawo przyjęcia obywatelstwa polskiego – w drodze wyjątku od dekretu Prezydium Rady Najwyższej ZSRR z 29 listopada 1939 r. o nabyciu obywatelstwa radzieckiego przez mieszkańców Zachodniej Ukrainy i Zachodniej Białorusi – ci wszyscy, którzy pełnili służbę wojskową w Armii Polskiej lub czynnie jej pomagali w walce.  27 lipca tego roku rząd radziecki i PKWN podpisały porozumienie o wyznaczeniu granicy polsko-radzieckiej wzdłuż tzw. linii Curzona. 9 września PKWN porozumiał się z rządami Ukraińskiej SRR i Białoruskiej SRR ws. przesiedlenia ludności polskiej i żydowskiej z tych republik oraz ukraińskiej i białoruskiej z okrojonej Polski, zaś 22 września analogiczne porozumienie podpisano z władzami Litewskiej SRR. Formalnie wyjazdy miały odbywać się dobrowolnie. W praktyce jedynie na Wołyniu Polacy chętnie rejestrowali się na wyjazd w obawie przed dalszymi aktami przemocy ze strony ukraińskich nacjonalistów. Równocześnie od lipca trwały masowe aresztowania wśród ujawniających się partyzantów AK oraz osób posądzanych o współpracę z podziemiem (ok. 34 000 ludzi), a także mobilizacja do ludowego Wojska Polskiego oraz Armii Czerwonej (ok. 160 000 ludzi).

## Przebieg przesiedleń

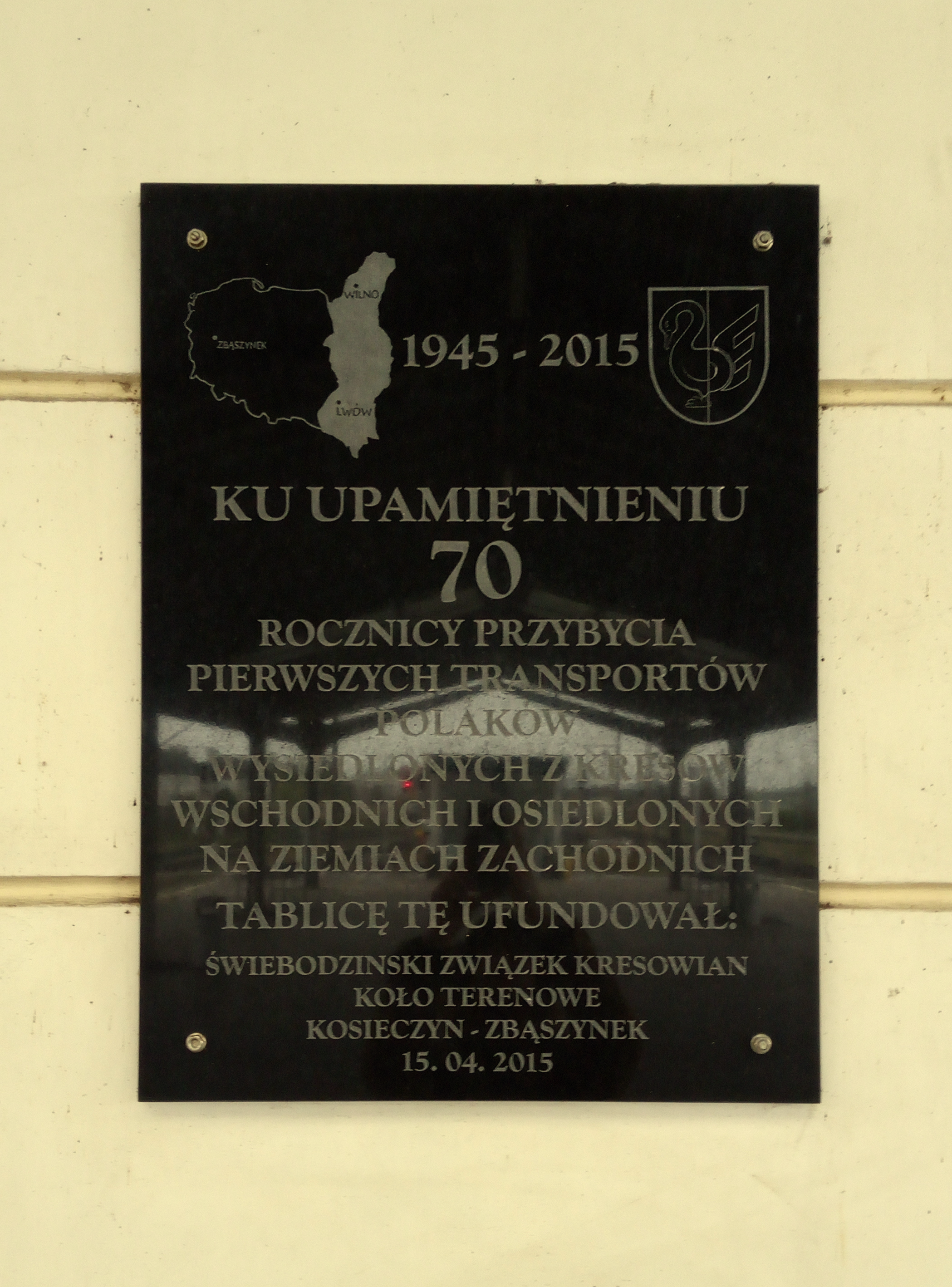
Tablica upamiętniająca 70. rocznicę przybycia pierwszych wagonów z Polakami wysiedlonymi z Kresów Wschodnich i osiedlonych na Ziemiach Odzyskanych, Zbąszynek

Porozumienia zakładały zakończenie akcji przesiedleńczej do 1 lutego 1945 r., jedynie układ z Litewską SRR zakładał realizację do 1 kwietnia 1945 r. W praktyce przesiedlenia rozpoczęły się dopiero w listopadzie i grudniu 1944 r., a dopiero w trakcie konferencji jałtańskiej w lutym 1945 r. nowa granica polsko-radziecka uzyskała akceptację aliantów zachodnich. Wówczas dopiero nastąpiło przyśpieszenie akcji przesiedleńczej, związane także z nasileniem represji radzieckich. Ostatecznie przesiedleń nie udało się zrealizować w założonym terminie, dopiero wiosną 1945 r. nastąpiło przyśpieszenie przemieszczania ludności. Dopiero 6 VII podpisano umowę o przesiedleniach pomiędzy TRJN i rządem ZSRR, a dopiero na konferencji poczdamskiej (lipiec 1945 r.) przyznano Polsce ziemie zachodnie. 16 sierpnia 1945 r. podpisano układ graniczny pomiędzy Polską i ZSRR.
Ze względu na powyższe czynniki największa liczba wyjazdów przesiedleńców miała miejsce latem i jesienią 1945 r. oraz wiosną 1946 r. W odróżnieniu od terenów Ukraińskiej SRR, władze republik Białoruskiej i Litewskiej utrudniały rejestrację chętnych do wyjazdu, a następnie zablokowały wyjazd ok. połowy zarejestrowanych. Było to związane z obawą o wyludnienie tych terenów, które ludność polska zasiedlała dość zwarcie, a także nadzieją, że ludność wiejska zostanie łatwo zbiałorutenizowana i zlituanizowana po wysiedleniu mieszkańców miast.

### Z Litewskiej Socjalistycznej Republiki Radzieckiej
Z terenu Litewskiej SRR wysiedlono 148 tys. Polaków spośród 375,6 tys. zarejestrowanych do wyjazdu. Z terenów Litwy Kowieńskiej wyjechało ok. 2 tys. Polaków. Większość przesiedleńców z Litwy osiadła w woj. olsztyńskim i gdańskim, mniejsze grupki we wrocławskim.
Wyjechały osoby duchowne: 14 lipca 1945 po wypuszczeniu z aresztu arcybiskup Romuald Jałbrzykowski z sekretarzem ks. Stanisławem Czyżewskim i siostrami szarytkami. Wyjechał także kleryk (późniejszy kardynał) Henryk Gulbinowicz. Z Uniwersytetu Stefana Batorego wyjechali do Torunia m.in. Władysław Dziewulski, Tadeusz Czeżowski, Jan Prüffer, Henryk Elzenberg, Tymon Niesiołowski, Konrad Górski, Jerzy Remer, Wilhelmina Iwanowska, Stefan Srebrny i wielu innych.
Wśród wysiedlonych byli także obywatele przedwojennej Litwy, np. polityk Wiktor Budzyński, bibliotekoznawczynie: Marta Burbianka, Helena Szwejkowska, późniejszy aktor Gustaw Lutkiewicz, który uciekł w 1945 do Suwałk. Późniejsza alpinistka Wanda Rutkiewicz wyjechała jako dziecko.

### Z Ukraińskiej Socjalistycznej Republiki Radzieckiej
W okresie pierwszej masowej akcji wysiedleńczej, której kulminacja przypadła na drugą połowę 1945 i pierwsze półrocze 1946, z zachodnich terenów Ukraińskiej SRR (przed wojną południowo-wschodnich terenów II RP) przesiedlono od 778 do 792,7 tys. osób, w tym 752,1 tys. Polaków, 30,3 tys. Żydów i 10,3 tys. przede wszystkim Ukraińców (członków rodzin) i Romów. Z b. Galicji Wschodniej przesiedlonych zostało 652 tys. osób, w tym ok. 618,2 tys. Polaków, 24,5 tys. Żydów i ponad 9,2 tys. Ukraińców, z czego ze Lwowa – 104 446 osób, w tym 98 865 Polaków, 3349 Żydów i 2232 innych. Łącznie z województwa stanisławowskiego wyjechało 97,3 tys. Polaków, z woj. lwowskiego 269,5 tys. i z woj. tarnopolskiego 251,5 tys. Polaków. Z województwa wołyńskiego przesiedlono 140 700 osób, w tym nie więcej niż 133,9 tys. Polaków, ponad 5,8 tys. Żydów i blisko 1000 innych. Ponadto z odebranej Rumunii Bukowiny wyjechało do Polski ok. 6 tys. Polaków. Ludność Polska z tego obszaru osiadła głównie na zachodzie województwa śląskiego oraz w woj. wrocławskim.

### Z Białoruskiej Socjalistycznej Republiki Radzieckiej
Z Białoruskiej SRR wysiedlono w latach 1944–1946 226,3 tys. Polaków spośród 529,2 tys. zarejestrowanych. Wysiedleńcy osiedlali się głównie w woj. wrocławskim i zachodniej części poznańskiego oraz w szczecińskim i gdańskim.

### Z głębi ZSRR
Ponadto w czerwcu 1945 r. rozpoczęła się ewakuacja Polaków z głębi ZSRR – byłych zesłańców, łagierników i uchodźców. Po podpisaniu porozumienia z 6 lipca uległa ona przyśpieszeniu. Pierwotny termin (koniec 1945 r.) nie został dotrzymany. Do tego czasu do kraju powróciło 22 tys. Polaków (10% zarejestrowanych). Największą intensywność repatriacja z głębi ZSRR przybrała w kwietniu i maju 1946 r., a do końca sierpnia przyjechało do Polski 248,2 tys. ludzi, z czego ok. 125 tys. Polaków. W 1947 r. przybyły 7964 osoby, w 1948 r. – 7251, a w 1949 r. – 2614 osób. Wśród tych ludzi zesłańcy z czasów pierwszej okupacji radzieckiej stanowili zdecydowaną mniejszość, większość została aresztowana na Kresach lub w centralnej Polsce w latach 1944 i 1945 r. W latach 1951–1952 władze ZSRR zgodziły się na powrót 787 dzieci przetrzymywanych w radzieckich domach dziecka.

## Kolejne akcje przesiedleńcze
W latach 1955–1959 zostało przeprowadzone kolejne masowe wysiedlenie Polaków z Kresów Wschodnich.

## Zestawienie liczby przesiedlonych[7]
| Lp.   | Pochodzenie wysiedlonych | Szacunek liczby osób zakwalifikowanych do przesiedlenia | Szacunek liczby osób zakwalifikowanych do przesiedlenia | Szacunek liczby osób wysiedlonych w nowe granice Polski | Szacunek liczby osób wysiedlonych w nowe granice Polski | Udział procentowy liczby osób wysiedlonych dla szacunku: | Udział procentowy liczby osób wysiedlonych dla szacunku: |
| Lp.   | Pochodzenie wysiedlonych | dolny                                                   | górny                                                   | dolny                                                   | górny                                                   | dolnego                                                  | górnego                                                  |
| 1     | 2 | 3                                                       | 4                                                       | 5                                                       | 6                                                       | 7                                                        | 8                                                        |
| ----- | --- | ------------------------------------------------------- | ------------------------------------------------------- | ------------------------------------------------------- | ------------------------------------------------------- | -------------------------------------------------------- | -------------------------------------------------------- |
| 1     | Ukraińska SRR | 854 809                                                 | 854 809                                                 | 772 564                                                 | 772 564                                                 | 90,4%                                                    | 90,4%                                                    |
| 2     | Białoruska SRR | 520 355                                                 | 535 284                                                 | 226 315                                                 | 273 502                                                 | 42,3%                                                    | 51,1%                                                    |
| 3     | Litewska SRR | 379 498                                                 | 383 135                                                 | 171 158                                                 | 197 156                                                 | 45,1%                                                    | 51,5%                                                    |
| 4     | Migracje spontaniczne (ucieczka ludności kresowej przed frontem latem 1944 i mobilizacja do armii Berlinga w latach 1944–1945) | ---                                                     | ---                                                     | 300 000                                                 | 300 000                                                 | ---                                                      | ---                                                      |
| 4     | ucieczka ludności kresowej przed ukraińskimi czystkami etnicznymi 1942–1944                                                    | ---                                                     | ---                                                     | 300 000                                                 | 300 000                                                 | ---                                                      | ---                                                      |
| Razem | Razem | 1 754 662                                               | 1 773 228                                               | 1 770 037                                               | 1 843 222                                               |                                                          |                                                          |

## Dostępna literatura
- Grzegorz Hryciuk, Przemiany narodowościowe i ludnościowe w Galicji Wschodniej i na Wołyniu w latach 1931–1948, Toruń 2005, Wyd. Adam Marszałek, ISBN 83-7441-121-X.
- Opracowanie poświęcone przesiedleniom m.in. z Białoruskiej Socjalistycznej Republiki Radzieckiej w nowe granice Polski
- Repatriacje i migracje ludności pogranicza w XX wieku. bialystok.ap.gov.pl. [zarchiwizowane z tego adresu (2012-05-23)].
- Zofia Lewartowska Polskie przesiedlenia – historia nieznana
- S. Ciesielski, A. Srebrakowski, Przesiedlenie ludności z Litwy do Polski  w latach 1944–1947, „Wrocławskie Studia Wschodnie” Nr 4: 2000, s.227-253.. hist.uni.wroc.pl. [zarchiwizowane z tego adresu (2002-10-17)].